# Рождество Пресвятой Богородицы
Статья — о церковном праздновании. О славянской обрядности см. статью Осенины
Рождество́ Пресвято́й Богоро́дицы (др.-греч. Γενέθλιον τῆς ὑπεραγίας δεσποίνης ἡμῶν Θεοτόκου καὶ ἀειπαρθένου Μαρίας, церк.-слав. Ржⷭ҇тво̀ прест҃ы́ѧ влⷣчицы на́шеѧ бцⷣы и҆ прⷭ҇нод҃вы мр҃і́и, Рождество Пресвятой Владычицы нашей Богородицы и Приснодевы Марии) — рождение Девы Марии в семье праведных Иоакима и Анны, праздник в исторических церквях. В православных церквях относится к числу двунадесятых (Рождество Пресвятой Владычицы нашей Богородицы и Приснодевы Марии); в католической церкви имеет ранг «праздника» (festum).
Православные церкви, использующие юлианский календарь, в том числе Русская православная церковь, а также Украинская грекокатолическая церковь (в пределах Украины), старообрядцы и некоторые иные празднуют Рождество Богородицы 8 (21) сентября. Католическая церковь и Православные церкви, использующие новоюлианский календарь, отмечают праздник 8 сентября по новому стилю.

## Пророчества о рождении Богородицы
В соответствии с учением Церкви, рождение Пресвятой Богородицы — матери Иисуса Христа — не было событием случайным и обычным, поскольку ей была отведена важная роль в осуществлении божественного плана спасения человечества. Древняя традиция христианской Церкви рассматривает многие ветхозаветные пророчества и прообразы как указание на рождение Богородицы. Так, в православии такие указания находим в паремиях Рождества Пресвятой Богородицы:
- Лестница Иакова (Быт. 28:10-17);
- Пророчество Иезекииля (Иез. 43:27, Иез. 44:1-4);
- Слова Книги Притчей Соломоновых (Прит. 9:1-11).

## Описание рождения Богородицы

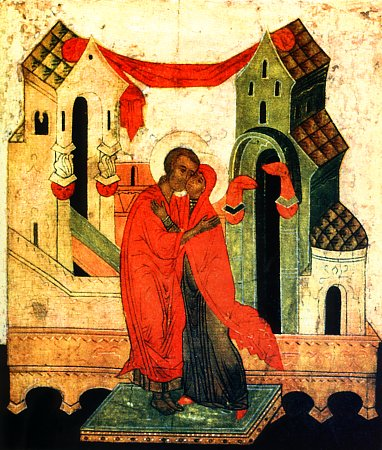
Зачатие праведной Анны.
Икона XV века.

В Новом Завете содержатся очень скудные сведения о земной жизни Пресвятой Богородицы, и, в частности, ничего не сказано о рождестве и родителях Девы Марии. О событии, в честь которого установлено празднование, известно из апокрифического Протоевангелия Иакова (II век). Согласно данному рассказу, у благочестивой семейной пары из Иерусалима — Иоакима и Анны — долгое время не было детей. Когда Иоаким пришёл в храм принести Богу жертву, первосвященник ему отказал, так как он «не создал потомства Израилю». Тогда Иоаким в скорби удалился в пустыню для молитвы, а его жена осталась дома в одиночестве и тоже молилась. В это время им обоим было видение ангела, возвестившего, что «Господь внял молитве твоей, ты зачнёшь и родишь, и о потомстве твоём будут говорить во всём мире».
После этого благовестия Иоаким и Анна встретились у Золотых ворот Иерусалима:

И вот Иоаким подошёл со своими стадами, и Анна, стоявшая у ворот, увидела Иоакима идущего, и, подбежав, обняла его, и сказала: Знаю теперь, что Господь благословил меня: будучи вдовою, я теперь не вдова, будучи бесплодною, я теперь зачну! И Иоаким в тот день обрёл покой в своём доме.
— Протоевангелие Иакова (4:7-8)

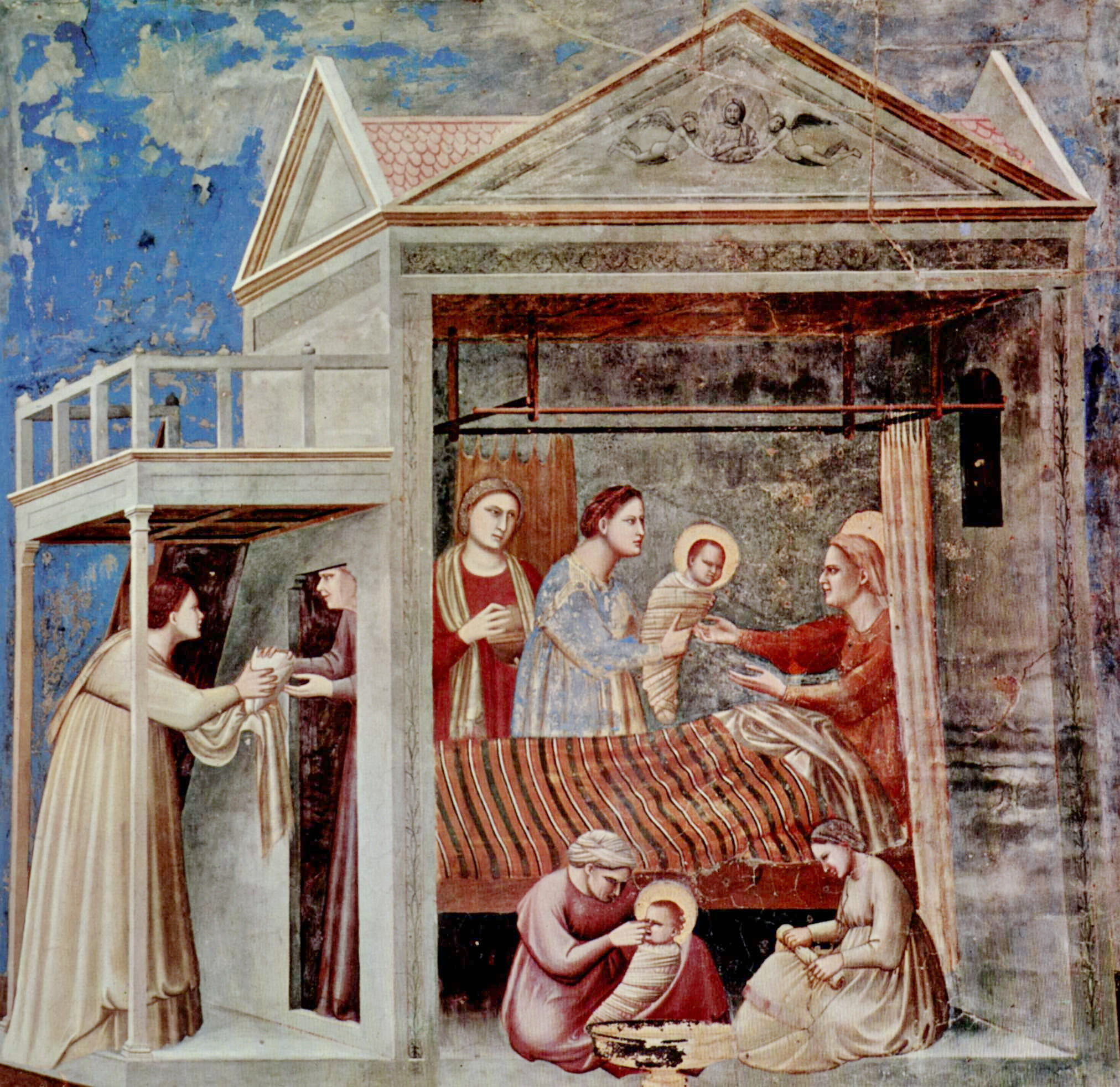
Рождество Богородицы. Фреска Джотто

После этого Анна зачала. Как сказано в Протоевангелии, «прошли положенные ей месяцы, и Анна в девятый месяц родила». Супруги дали обет посвятить своего ребёнка Богу и, как было тогда в обычае, отдать его в Иерусалимский храм для служения до совершеннолетия.
Не являясь каноническим, «Протоевангелие Иакова» оказало влияние на традиции католической и православной церквей. К событиям Рождества Богородицы часто обращались византийские и русские иконописцы и великие западные художники (например, Джотто).

## Дата празднования
Дата Рождества Богородицы (8 (21) сентября) отстоит ровно на 9 месяцев от даты православного праздника Зачатия Богородицы (9 (22) декабря). Димитрий Ростовский при этом пишет: «Говорили же некоторые, будто Пресвятая Дева родилась через 7 месяцев — и родилась без мужа, но это несправедливо».
В латинском обряде Католической церкви и у англикан дата празднования всегда приходилась на 8 сентября по принятому в этих конфессиях календарю (сначала юлианскому, а затем григорианскому). С датой празднования Рождества Богородицы связано торжество Непорочного зачатия Девы Марии 8 декабря (ровно за 9 месяцев до Рождества).
В Сирийской церкви Рождество Богородицы празднуется также 8 сентября по новому стилю, в то время как коптские христиане отмечают этот праздник 9 мая по новому стилю.

## История установления праздника

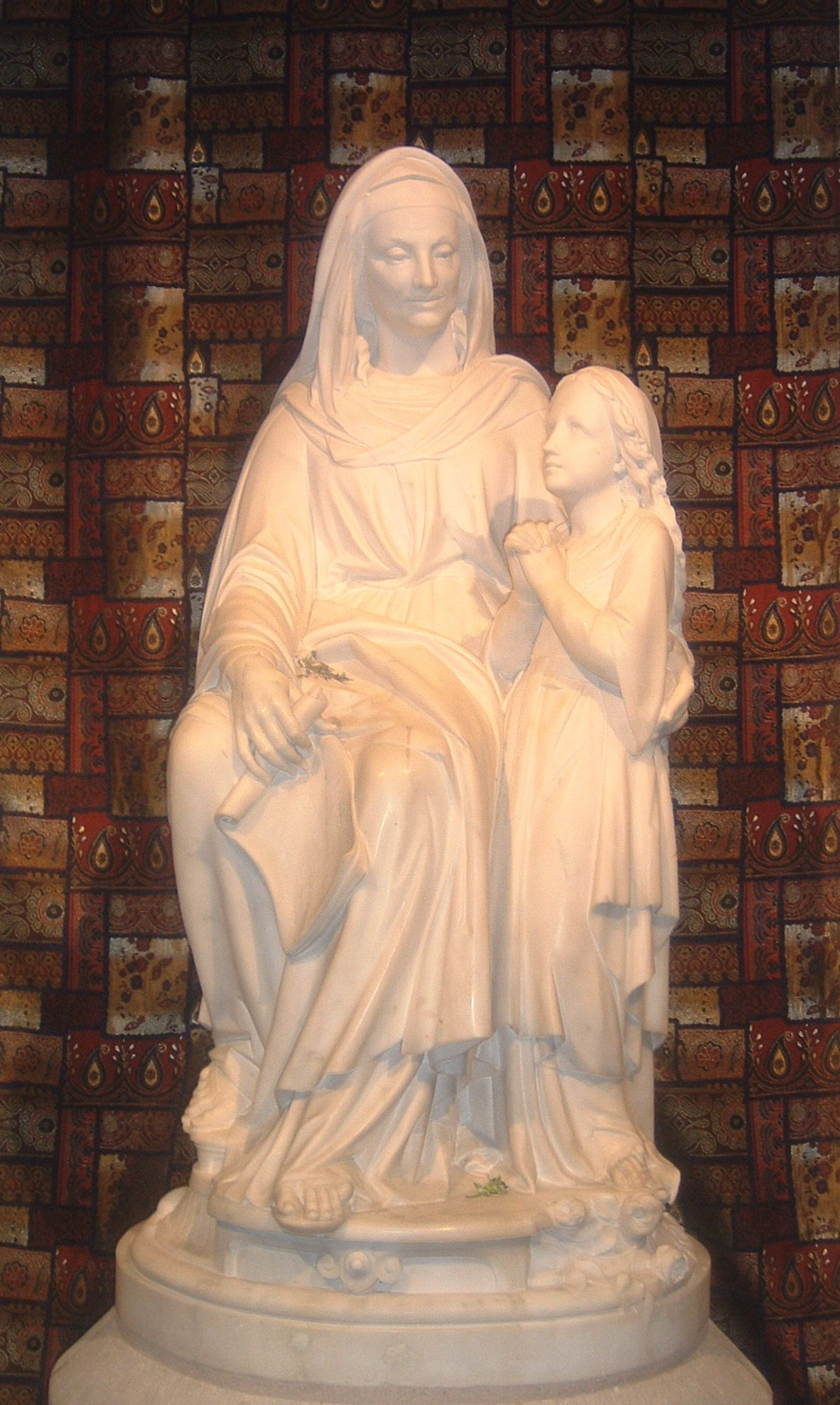
Святая Анна с Девой Марией. Статуя в базилике святой Анны, построенной, по католическому преданию, на месте дома Иоакима и Анны. Старый город Иерусалима

Как и прочие Богородичные праздники, установление относится к сравнительно позднему времени. Официальное введение этого праздника в Византийской империи приписывают предположительно императору Маврикию в конце VI или в начале VII века.
Первое упоминание о празднике Рождества Пресвятой Богородицы встречается в V веке на Востоке в словах святого Прокла, архиепископа Константинопольского (439—446), а на Западе — в сакраментарии (требнике) папы Геласия (492—496). Но все эти упоминания являются недостоверными. Слова лишь приписаны Проклу, а сакраментарии написаны лишь в VIII веке и естественно не принадлежат Геласию. В месяцесловах начала V века нет ни одного Богородичного праздника. По мнению автора статьи англоязычной Католической энциклопедии (1913 год) первое упоминание о празднике Рождества Богородицы это гимны Романа Сладкопевца, написанные в период с 536 по 556 год. Появление праздника связано, вероятно всего, с усилением почитания Богородицы после Эфесского собора под влиянием поздних апокрифов. Праздник возник, по-видимому, в начале шестого века, первоначально в греческой церкви и очень скоро после этого появился в Риме и распространялся на их дочерние церкви.
Несмотря на упоминания о Рождестве Богородицы в латинских источниках VII века, праздник не был распространён на Западе и не имел торжественной службы вплоть до XII—XIII веков. Лишь на Лионском соборе (1245) папа Иннокентий IV сделал октаву праздника обязательной для всей западной Церкви, а папа Григорий XI (1370—1378) установил для праздника бдение (vigilia) с постом и особую службу литургии.

## Служба в православии

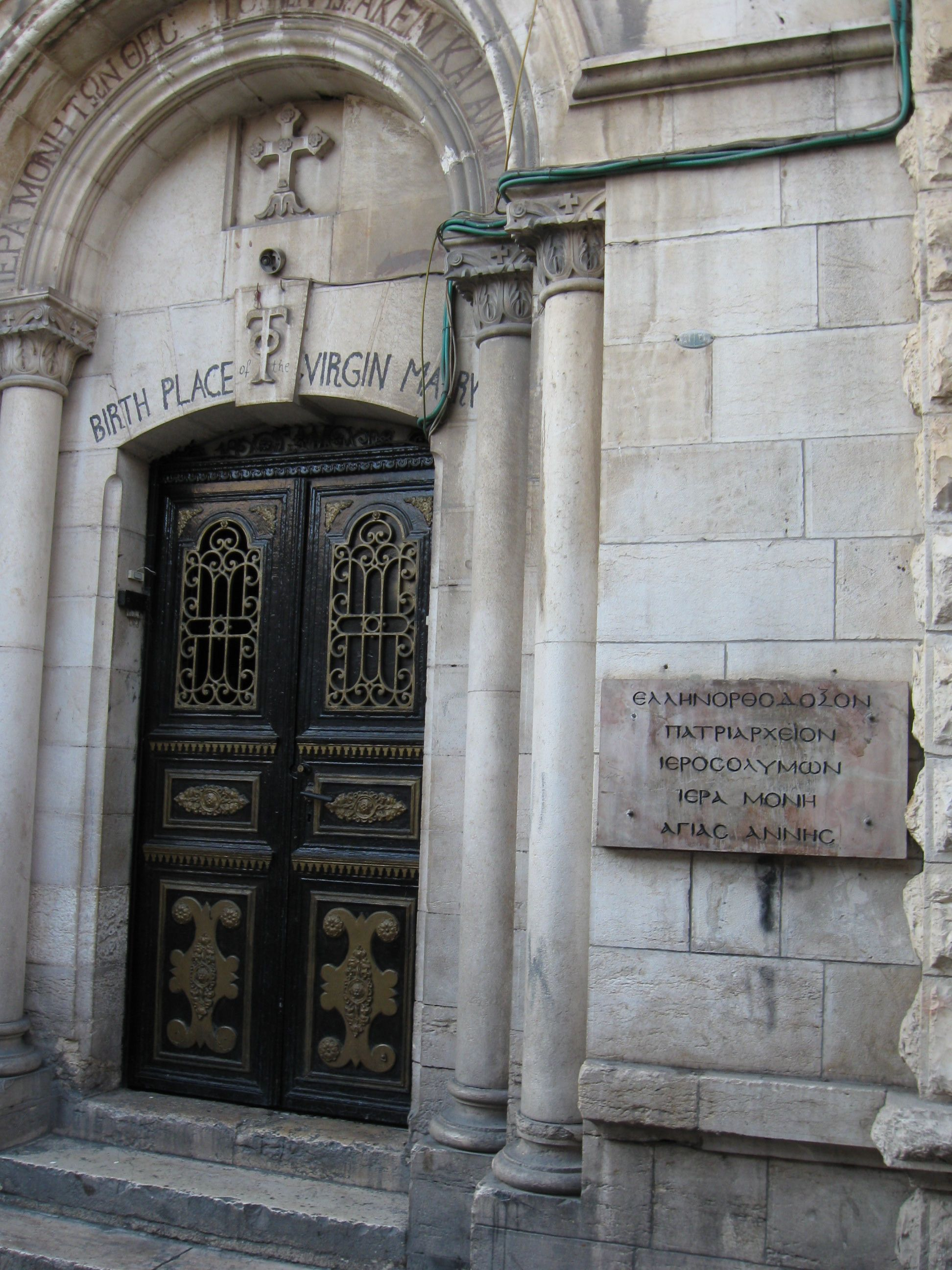
Вход в монастырь святой Анны, находящийся, по православному преданию, на месте дома святых Иоакима и Анны, в котором родилась Богородица. Старый город Иерусалима

В нынешней православной службе праздника едва ли сохранились какие-либо песнопения раннего периода. В VI веке преподобный Роман Сладкопевец составил кондак празднику, который не сохранился. Из ныне используемых православной церковью песнопений праздника только тропарь «Рождество Твое, Богородице Дево» принадлежит сравнительно древним V—VII векам, судя по тому, что тот же текст имеется и в римско-католической службе, являясь едва ли не единственным случаем совпадения богослужебных песнопений двух Церквей.
В современную службу праздника входят творения следующих песнописцев:
- святителя Андрея Критского (VII век) — второй канон;
- преподобного Иоанна Дамаскина (VIII век) — первый канон;
- Германа, патриарха Константинопольского (VIII век) — стихиры на стиховне;
- Анатолия, епископа Солунского (IX век) — некоторые стихиры на литии;
- Стефана и Сергия Святоградцев (IX век) — стихиры на «Господи воззвах» и некоторые на литии и стиховне;
- Иосифа Песнописца (IX век) — канон на предпразднство.

Произведения песнописцев Льва VI, византийского императора, и Георгия, епископа Никомидийского, были в богослужебном употреблении, но нынешним уставом не приняты.
|                                    | На греческом | На церковнославянском (транслитерация) | На русском |
| ---------------------------------- | --- | --- | --- |
| Тропарь праздника глас 4 (Ἦχος δ') | Ἡ γέννησίς σου Θεοτόκε, χαρὰν ἐμήνυσε πάσῃ τῇ οἰκουμένῃ· ἐκ σοῦ γὰρ ἀνέτειλεν ὁ ἥλιος τῆς δικαιοσύνης, Χριστὸς ὁ Θεὸς ἡμῶν, καὶ λύσας τὴν κατάραν, ἔδωκε τὴν εὐλογίαν· καὶ καταργήσας τὸν θάνατον, ἐδωρήσατο ἡμῖν ζωὴν τὴν αἰώνιον.                                            | Рождество́ Твое́, Богоро́дице Де́во, ра́дость возвести́ всей вселе́нней: из Тебе́ бо возсия́ Со́лнце пра́вды Христо́с Бог наш, и разруши́в кля́тву, даде́ благослове́ние, и упраздни́в смерть, дарова́ нам живо́т ве́чный.                                                | Рождество Твоё, Богородица Дева, радость возвестило всей вселенной: ибо из Тебя воссияло Солнце правды — Христос Бог наш, и, разрушив проклятие, дал благословение, и, уничтожив смерть, даровал нам жизнь вечную.                                                        |
| Кондак праздника глас 4 (Ἦχος δ')  | Ἰωακεὶμ καὶ Ἄννα ὀνειδισμοῦ ἀτεκνίας, καὶ Ἀδὰμ καὶ Εὔα, ἐκ τῆς φθορᾶς τοῦ θανάτου, ἠλευθερώθησαν, Ἄχραντε, ἐν τῇ ἁγίᾳ γεννήσει σου· αὐτὴν ἑορτάζει καὶ ὁ λαός σου, ἐνοχῆς τῶν πταισμάτων, λυτρωθεὶς ἐν τῷ κράζειν σοι· Ἡ στεῖρα τίκτει τὴν Θεοτόκον, καὶ τροφὸν τῆς ζωῆς ἡμῶν. | Иоаки́м и А́нна поноше́ния безча́дства, и Ада́м и Е́ва от тли сме́ртныя свободи́стася, Пречи́стая, во святе́м рождестве́ Твое́м. То пра́зднуют и лю́дие Твои́, вины́ прегреше́ний изба́вльшеся, внегда́ зва́ти Ти: непло́ды ражда́ет Богороди́цу и пита́тельницу жи́зни на́шея. | Иоаким и Анна освободились от поношения за бездетность, а Адам и Ева — от смертной гибели святым Твоим Рождением, Пречистая. Его празднуют и люди Твои, избавившиеся от тяготы греховной, громко Тебе восклицая: неплодная рождает Богородицу и питательницу Жизни нашей. |
| Задостойник глас 8 (Ἦχος πλ. δ')   | Припев: <...> Ирмос 9-й песни канона: Ἀλλότριον τῶν μητέρων ἡ παρθενία, καὶ ξένον ταῖς παρθένοις ἡ παιδοποιΐα· ἐπὶ σοὶ Θεοτόκε ἀμφότερα ᾠκονομήθη. Διὸ σε πᾶσαι αἱ φυλαὶ τῆς γῆς, ἀπαύστως μακαρίζομε                                                                          | Припев: Велича́й, душе́ моя́, пресла́вное рождество́ Бо́жия Ма́тере. Чу́жде ма́терем де́вство, и стра́нно де́вам деторожде́ние: на Тебе́, Богоро́дице, обоя́ устро́ишася. Тем Тя вся племена́ земна́я непреста́нно велича́ем.                                              | Припев: Славь, душа моя, преславное рождение Божией Матери. Чуждо матерям девство, и несвойственно девам деторождение; на Тебе же, Богородица, совершилось то и другое. Посему все мы, племена земные, непрестанно величаем Тебя.                                         |
| Величание                          | Полиелейные величания в греческом православном богослужении ныне не используются | Велича́ем Тя, Пресвята́я Де́во, и чти́м святы́х Твои́х роди́телей, и всесла́вное сла́вим рождество́ Твое́. | Славим Тебя, Пресвятая Дева, и почитаем святых Твоих родителей, и во всём славное прославляем рождение Твоё. |

## Место Рождества
Согласно общепринятому преданию, которого одинаково придерживаются православные и католики, Дева Мария родилась в доме Иоакима и Анны, который находился в северо-восточной части Иерусалима. Сейчас это территория Мусульманского квартала Старого города, около Львиных ворот. Однако местонахождение этого дома православные и католики указывают по-разному: соответствующие места отстоят друг от друга примерно на 70 м. На месте, которое указывают православные, построен монастырь святой Анны, на первом этаже его есть церковь в честь Рождества Богородицы, а под самим зданием монастыря сохранилась пещера, бывшая, по преданию, частью дома Иоакима и Анны. Католики указывают место в непосредственной близости от Вифезды, и построили там базилику святой Анны, в крипте которой также находятся древние подземные помещения.

## Народные традиции
У восточных славян день посвящён собранному урожаю, плодородию и семейному благополучию. К этому времени завершаются полевые работы: жатва, вывоз хлеба в овины, уборка льна. В этот день чествовали и благодарили Богородицу (Мать — Сыру-Землю) за собранный урожай. Считалось, что она даёт благополучие, покровительствует земледелию, семье и особенно матерям. В некоторых местах отправляются поминки по мёртвым, как в Дмитриевскую субботу.